# Raffaello Delle Nocche
Raffaello Delle Nocche (Marano, 19 aprile 1877 – Tricarico, 25 novembre 1960) è stato un vescovo cattolico italiano.

## Biografia
Nacque a Marano il 19 aprile 1877.
Nel 1889 iniziò i corsi ginnasiali a Napoli e nel 1894, vinta l'opposizione paterna, entrò nel seminario arcivescovile; fu ordinato sacerdote il 1º giugno 1901.
Dopo un breve periodo di ministero a Marano, fu chiamato a Lecce come segretario del vescovo Gennaro Trama, di cui era stato allievo nel liceo filosofico del seminario di Napoli.
L'8 settembre 1915 lasciò Lecce per Molfetta, dove rimase fino al 15 settembre 1920 come rettore del seminario regionale pugliese.
Tornato a Marano, fondò il circolo femminile di Azione cattolica; fu vicario foraneo e rettore della chiesa della Santissima Annunziata.
Il 28 giugno 1922 fu eletto vescovo di Tricarico; ricevette la consacrazione episcopale a Napoli, nella chiesa di Santa Maria della Sapienza, il 25 luglio dello stesso anno per l'imposizione delle mani dell'arcivescovo titolare di Ancira Michele Zezza di Zapponeta.
Per l'assistenza all'infanzia della diocesi, dove esistevano solo due asili, il 4 ottobre 1923 fondò a Tricarico la congregazione delle Suore Discepole di Gesù Eucaristico, canonicamente eretta in istituto di diritto diocesano con decreto del 14 agosto 1927.
Si spense a Tricarico il 25 novembre 1960.
Le sue spoglie mortali riposano nella cattedrale di Tricarico, in un imponente monumento funebre bronzeo dell'artista Luigi Venturini.

## Causa di beatificazione
Il 10 maggio 2012 papa Benedetto XVI, ricevendo in udienza privata il cardinale Angelo Amato, S.D.B., prefetto della Congregazione delle Cause dei Santi, ha autorizzato la medesima congregazione a promulgare il decreto riguardante le sue virtù eroiche, rendendolo, così, venerabile.

## Genealogia episcopale e successione apostolica
La genealogia episcopale è:
- Cardinale Scipione Rebiba
- Cardinale Giulio Antonio Santori
- Cardinale Girolamo Bernerio, O.P.
- Arcivescovo Galeazzo Sanvitale
- Cardinale Ludovico Ludovisi
- Cardinale Luigi Caetani
- Cardinale Ulderico Carpegna
- Cardinale Paluzzo Paluzzi Altieri degli Albertoni
- Papa Benedetto XIII
- Papa Benedetto XIV
- Cardinale Enrique Enríquez
- Arcivescovo Manuel Quintano Bonifaz
- Cardinale Buenaventura Córdoba Espinosa de la Cerda
- Cardinale Giuseppe Maria Doria Pamphilj
- Papa Pio VIII
- Papa Pio IX
- Cardinale Raffaele Monaco La Valletta
- Patriarca Michele Zezza
- Vescovo Raffaello Delle Nocche

La successione apostolica è:
- Vescovo Vincenzo De Chiara (1953)